# Franz Tausch
Franz Tausch (Heidelberg, 1762 - Berlín, 1817) fou un clarinetista i compositor alemany.
Adquirí gran notorietat com a clarinetista i compositor. El 1805 fundà a Berlín una escola per a instruments de vent, del que en sortiren notables solistes entre ells el compositor suec-finès Bernhard Crusell (1775-1838).
Publicà nombroses obres de concert i de cambra per a clarinet i altres instruments de vent.